# Arne Hülphers
Arne Gunnar Walter Hülphers (* 4. April 1904 in Trollhättan; † 24. Juli 1978) war ein schwedischer Jazzmusiker, Pianist und Kapellmeister.

## Leben und Wirken
Hülphers studierte ab 1924 an der Königlichen Musikhochschule Stockholm und machte sein Examen als Musikdirektor 1928. Bereits ab Mitte der 1920er Jahre spielte er in verschiedenen Stockholmer Tanz- und Jazzkapellen. Unter anderem bei Franc Vernon und de Pauw. Im Januar 1934 übernahm Hülphers von Håkan von Eichwald dessen Orchester und hatte mit dem Motto „With Swedish Swing all Ballrooms ring“, seinen Durchbruch zum europaweit bekannten Swing-Interpreten. Zur Kapelle Hülphers gehörten Gösta Törner, Trompete; Erik Eriksson, Saxophon; Miff Görling und Julius Jacobsen, beide Posaune und oftmals auch als Arrangeure aktiv. Hülphers erste Frau, Greta Matilda Wassberg, trat als Sängerin der Kapelle auf. Beide heirateten am 17. Dezember 1934 und hatten ein Kind. Die Ehe wurde 1955 geschieden. Bereits 1934 hatte Hülphers auch seine ersten schwedischen Plattenaufnahmen mit Zarah Leander gemacht, ferner in den 30ern unter eigenem Namen für das Label Sonora.
Bei seinen sehr erfolgreichen europaweiten Tourneen präsentierte die Kapelle Arne Hülphers zumeist amerikanische Swing-Erfolge. Sie spielte unter anderem mit Coleman Hawkins (1935).
Nach seinen ersten Auftritt im Berliner „Europahaus“ 1936 kam Hülpers auch regelmäßig nach Deutschland und tourte dort bis 1942 mit großem Erfolg. So trat er auch in Bremen auf. Mit seinem Arrangement von „Wenn die Lichter wieder scheinen“, das Hülpers unter anderem im bekannten Berliner Delphi-Tanzpalast vortrug, hatte der Kapellmeister 1942 beim deutschen Swing-Publikum einen großen Erfolg. Nicht gerne gesehen wurde es von der Reichsmusikkammer, wenn er und seine Kollegen wie Heinz Wehner und Kurt Widmann Tanzveranstaltungen manchmal zu „hot“ spielten, also unter anderem sehr jazzige amerikanische Nummern vortrugen. Bis zum Schließen der Tanzlokale aufgrund der immer bedrohlicheren Kriegslage gab es, soweit bekannt, jedoch keine direkten Maßnahmen des NS-Regimes gegen Hülphers. Speziell für die deutschen Verhältnisse wurden meist jedoch Arrangements gespielt, die sich dem Foxtrott annäherten, um nicht unnötig aufzufallen. Mit der österreichischen Sängerin Doddy Delissen nahm Hülphers in Berlin das erfolgreiche Lied „Ich bin, wie ich bin“ auf.
Arne Hülphers war 1940 und 1944 auch für die schwedische Filmindustrie als Komponist, Arrangeur und Kapellmeister aktiv.
Nach dem Zweiten Weltkrieg begleitete Hülphers seine Frau Greta Wassberg auf verschiedenen Tourneen. Von 1948 bis 1949 war er als Dirigent in Göteborg beschäftigt. 1950 begann die von nun an ununterbrochene musikalische Zusammenarbeit mit Zarah Leander. Im selben Jahr wurde auch Fred Bertelmann von Hülphers für Konzerte in Schweden engagiert. Im Januar 1956 heiratete Hülphers die Leander. Für sie war es die dritte Ehe.
Ein Höhepunkt in der sehr erfolgreichen musikalischen Zusammenarbeit zwischen Arne Hülphers und Zarah Leander war ihr Geburtstagskonzert von 1967, bei dem die Sängerin nur von ihrem Mann am Klavier begleitet wurde.
Arne Hülphers starb 1978 an Herzversagen und wurde in der Församling Häradshammar auf der Halbinsel Vikbolandet, Östergötland, begraben.

## Erfolgreiche Titel, Arrangements, Kompositionen
- Cocktail för två (Cocktail für zwei) (1934), Musik: Arthur Johnston/Sam Coslow; Text: Per Silja; Arne Hülphers mit dem Fenixorchester und Zarah Leander (Gesang); Aufnahme: Odeon
- Kärleken är ny varje dag (Die Liebe ist jeden Tag neu) (1934), Musik: Cesare Andrea Bixio/Dardanell; Text: Dix Dennie (Pseudonym von Gösta Stenberg); Arne Hülphers mit dem Fenixorchester und Zarah Leander (Gesang); Aufnahme: Odeon
- En enda liten chans (Eine einzige kleine Chance) (1935), Musik: Irving Berlin; Text: Karl Lennart; Arne Hülphers mit dem Fenixorchester und Zarah Leander (Gesang); Aufnahme: Odeon
- Ich bin, wie ich bin (1939), Arne Hülphers mit Orchester und Doddy Delissen (Gesang)
- Wenn die Lichter wieder scheinen (1942), Musik: Edmund Kötscher; Text: Charles Alson; aus dem Film „Menschen ohne Schwerkraft“; Arne Hülphers mit Orchester und Otto Gerd Fischer (Gesang); Aufnahme: Grammophon 47563/Polydor
- Geh nur zu einer Ander’n (1942), Arne Hülphers mit Orchester und Greta Wassberg (Gesang); Aufnahme: Grammophon 47632/Polydor
- The Sheik of Araby, Musik: Ted Snyder/Smith; Arne Hülphers mit Orchester
- Glück und Glas, leicht bricht das, Arne Hülphers mit Orchester und Greta Wassberg (Gesang); Aufnahme Grammophon rot 47577

## Filmographie
- Kyss henne! (1940, Regie: Tage Holmberg, Thor Modéen) – Arne Hülphers spielt einen Kapellmeister, wird in der Schauspielerliste aber nicht aufgeführt.
- Lillebror och jag (1940, Regie: Weyler Hildebrand) – Die von Gösta Wallenius komponierte Originalmusik wird u. a. von Arne Hülphers Kapelle eingespielt.
- Fattiga riddare (1944, Regie: Tage Holmberg) – Originalmusik komponiert von Arne Hülphers und Olle Johnsson und von Arne Hülphers Kapelle eingespielt.
- Snurren direkt (1952, Regie: Rune Redig) – Arne Hülphers spielt einen Orchesterdirigenten.